# Turmuhr Forchtenberg

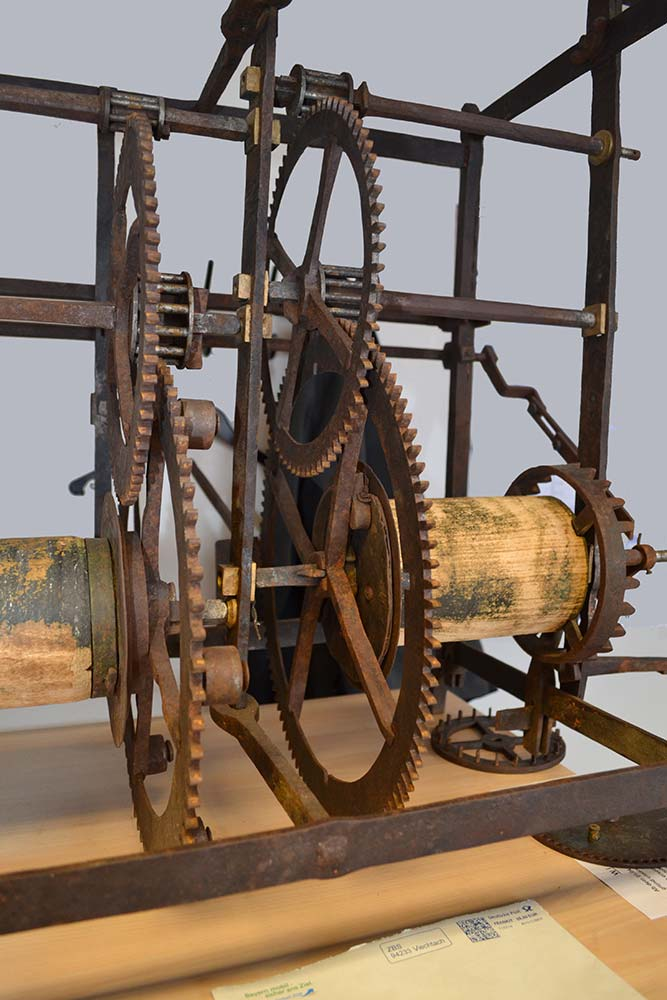
Die Turmuhr von Forchtenberg ist die älteste funktionsfähige Turmuhr der Welt

Die Forchtenberger Turmuhr, auch Backhaus-Uhr genannt, ist eine der ältesten noch erhaltenen mechanischen Turmuhren. Im Gegensatz zur umstrittenen Datierung der Uhr der Kathedrale von Salesbury wurde im Uhrengestell aus Forchtenberg die Jahreszahl 1463 eingeritzt. Diese bezieht sich entweder auf das Jahr der Erbauung, oder auf die Zeit der ersten Reparatur. Das Denkmalamt geht davon aus, dass die Backhaus Uhr im 14. Jahrhundert entstanden ist. Erste Räderuhren mit Balkenhemmung entstanden bereits um 1300, diese waren zunächst reine Schlaguhren, später Ein-Zeiger-Uhren. Die Forchtenberger Uhr ist eine seltene Ein-Zeiger-Uhr.
Die Turmuhr wurde 1976 aus dem historischen Backhaus der Stadt Forchtenberg im nordöstlichen Baden-Württemberg ausgebaut und eingelagert. Seit 2012 kümmert sich ein Konsortium aus verschiedenen Gremien um die Erhaltung und Restaurierung der Uhr.

## Fund und Wiederaufbau

### Fundort
Die Turmuhr von Forchtenberg war bis 1976 im Uhrenturm des Backhauses im historischen Kern der Stadt eingebaut, ehe umfassende Reparaturmaßnahmen nötig wurden. Um das historische Räderwerk nicht durch den Einbau eines elektrischen Triebwerks zu beschädigen, wurde vom Stadtrat beschlossen, die alte Turmuhr auszubauen und sicher einzulagern. An ihrer Stelle wurde eine neue, elektronische Uhr eingebaut.
Als sie 2012 wiederentdeckt wurde, waren im ehemaligen Uhrenturm nur noch die beiden Ziffernblätter, einige Gewichte und Teile des Zeigerwerks vorhanden. Die eigentliche Mechanik der Uhr wurde in einem Archivgebäude der Stadt Forchtenberg gefunden (ehemaliges Armbruster-Gebäude). Die Uhr war bis 2011 im Diebsturm in Forchtenberg eingelagert. Der Turm wurde aufgrund von Sanierungsarbeiten 2011 ausgeräumt. Die Uhr befand sich zum Fundzeitpunkt in einem stark verwitterten Zustand. Dennoch war die Uhr vollständig und unbeschädigt, so dass sie erfolgreich restauriert werden konnte. Die Uhr war mit anderen Teilen einer Großuhr eingelagert (vermutlich Teile der Uhr der evangelischen Kirche).

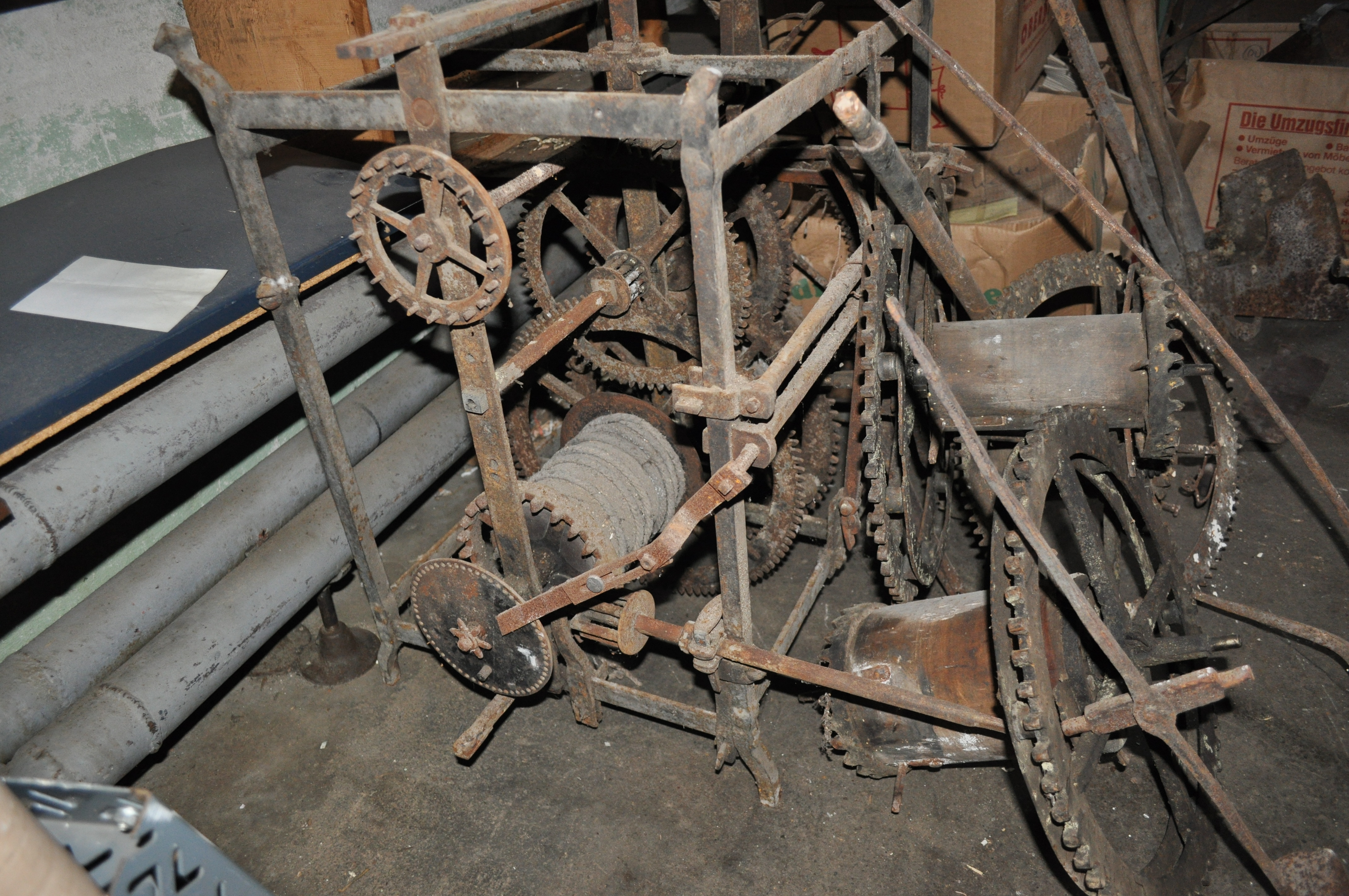
Bild A Fundzustand Januar 2012
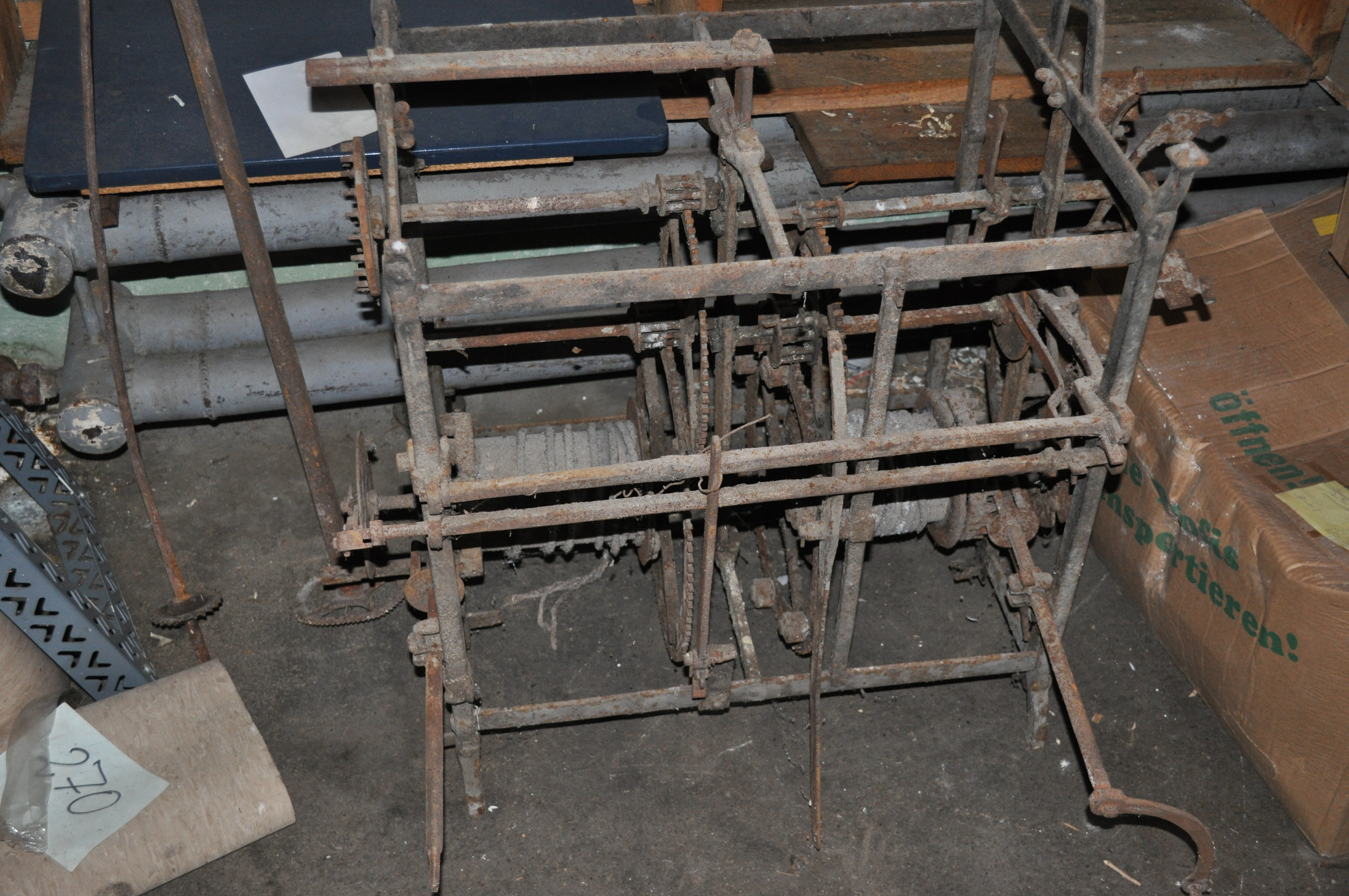
Bild B Fundzustand Januar 2012
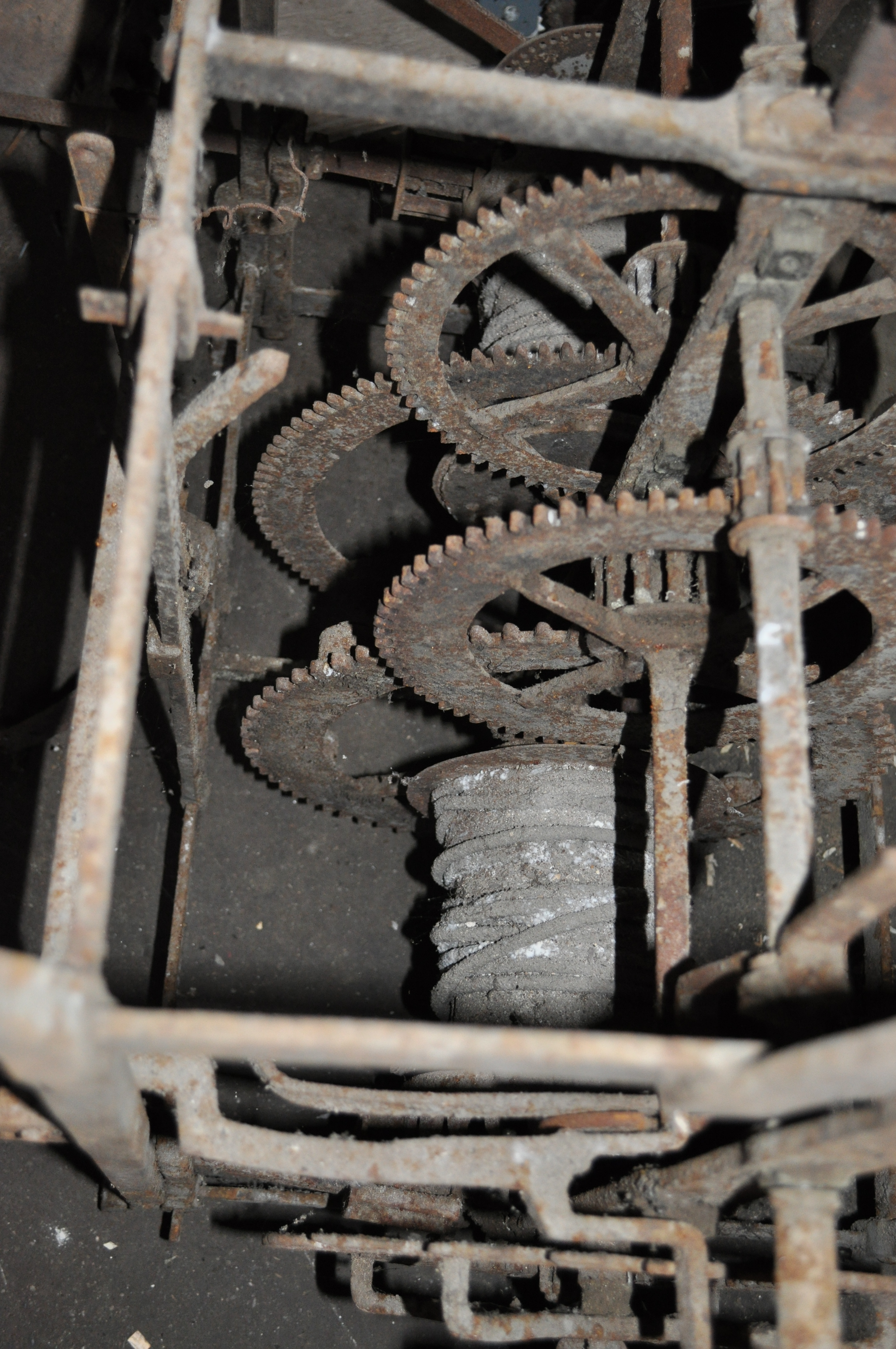
Bild C Fundzustand Januar 2012
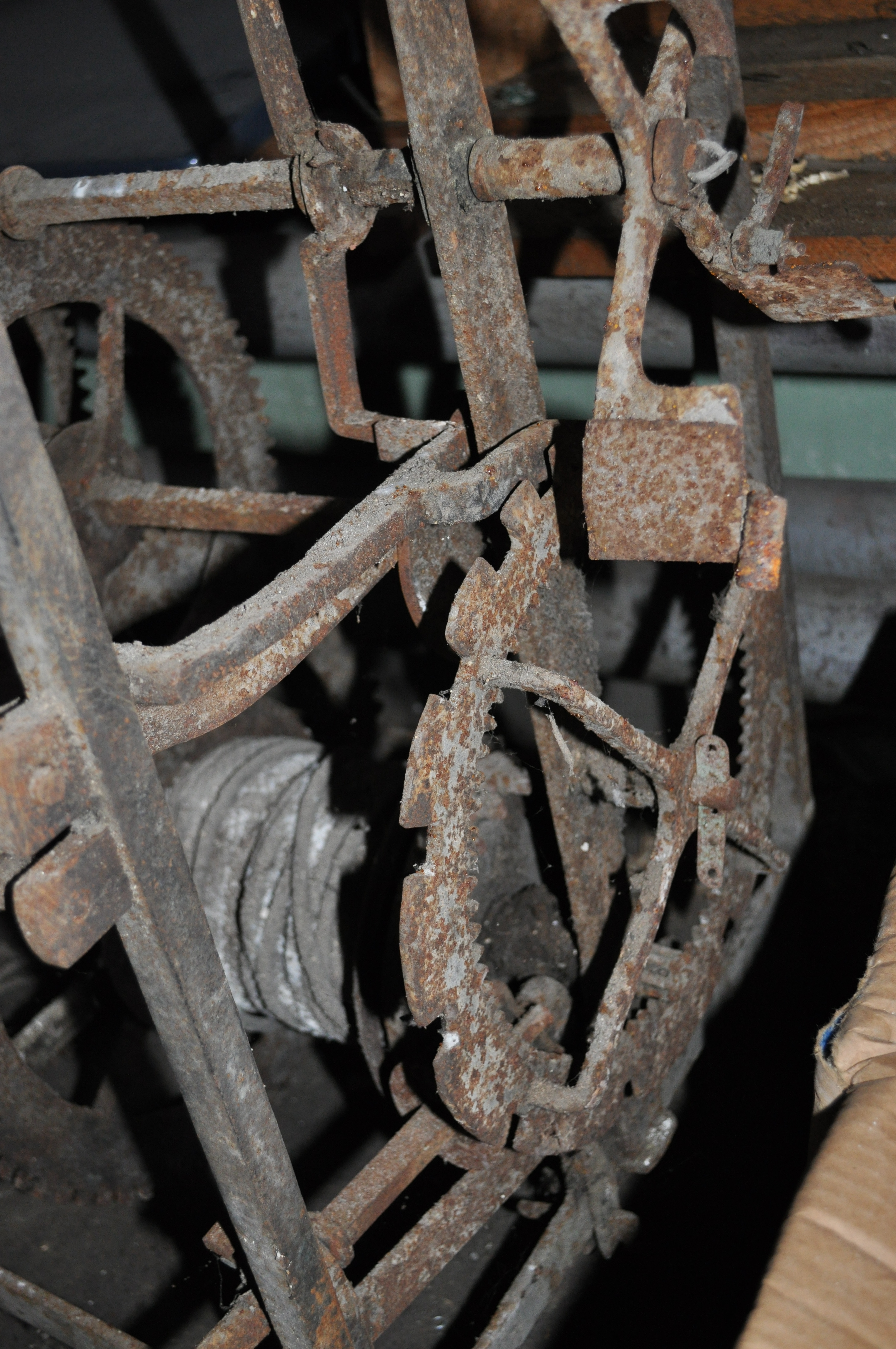
Bild D Fundzustand Januar 2012
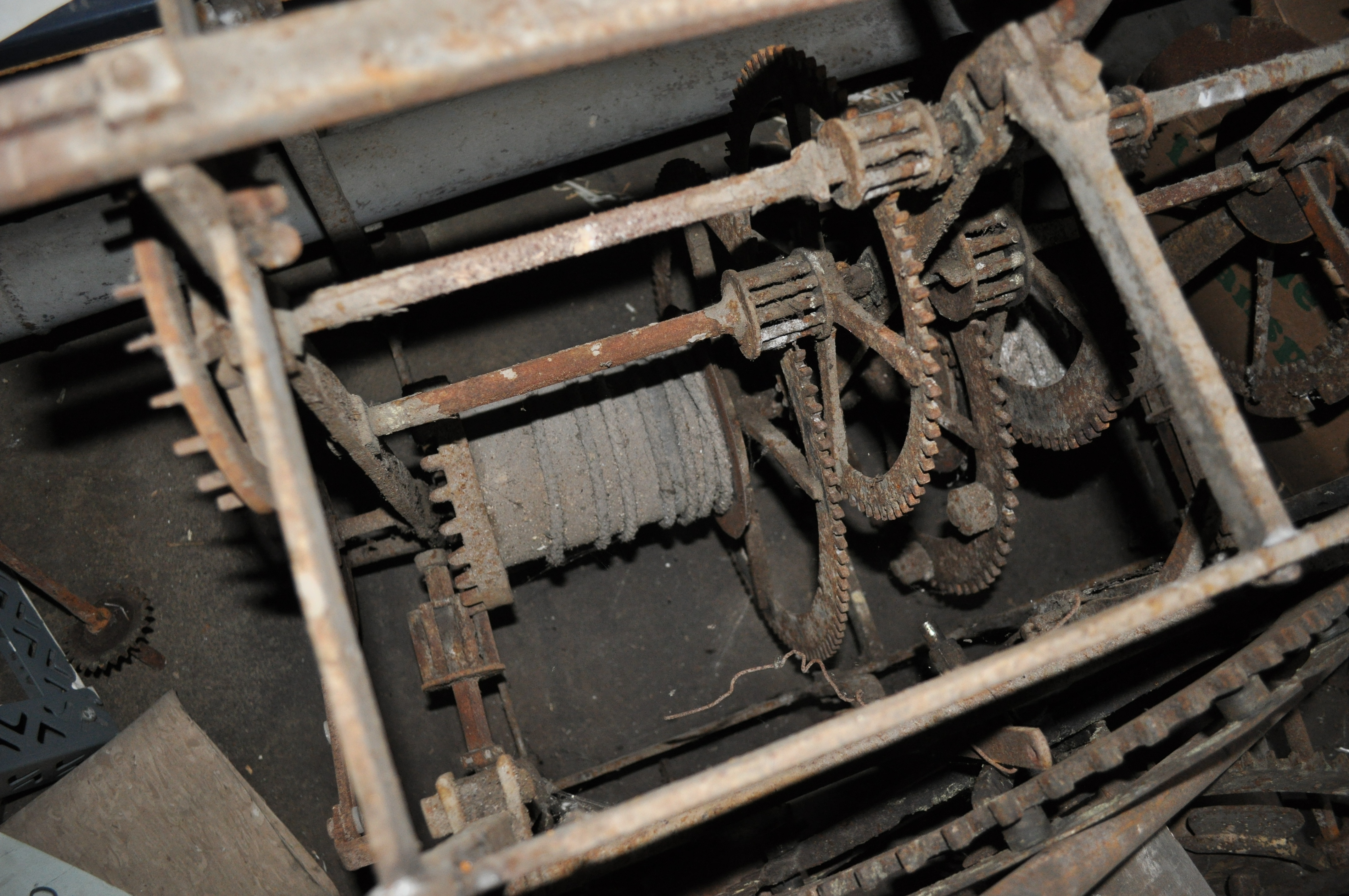
Bild E Fundzustand Januar 2012

### Restaurierung
Durch eine schonende Behandlung mit Trockeneisstrahlen wurde die Verschmutzung beseitigt, die Patina allerdings blieb erhalten. Die Reinigung war so erfolgreich, dass sogar die ehemaligen Konstruktionslinien der Zahnräder wieder sichtbar gemacht werden konnten.
Nach der Reinigung befand sich das Uhrwerk in einem beeindruckend guten Zustand. Die Mechanik der Uhr ist vollständig und intakt, ohne größere Schäden aufzuweisen. Nach der Restaurierung durch eine Turmuhren-Fachwerkstatt aus Rothenburg ob der Tauber für die Rekonstruktion historischer Uhren ist sie seit Juni 2016 wieder funktionsfähig. In das Uhrwerk wurde bei der Restaurierung nicht eingegriffen. An den Aufzugswellen wurde jeweils ein Zahnrad reversibel angebracht. Mithilfe von Elektromotoren wird das Uhrwerk täglich automatisch aufgezogen und ist damit wieder in Dauerbetrieb. Die Uhr treibt die beiden Zeiger der Ziffernblätter und die Glocke direkt an.

## Funktionsweise
Bei der Forchtenberger Turmuhr handelt es sich im Ursprung um eine mechanische Waaguhr mit Foliot (Balkenhemmung) oder auch Waag genannt, wie sie im 15. Jahrhundert üblich war. Die Reste der Waaghemmung sind am Uhrengestell noch deutlich zu erkennen.
Im Zuge der technischen Weiterentwicklung wurde die Uhr mehrmals umgebaut und modernisiert. Im 17. Jahrhundert wurde schließlich die Waaghemmung durch einen Pendelmechanismus ersetzt, um die Genauigkeit des Uhrwerks zu erhöhen.

## Alter und Geschichte

### Datierung

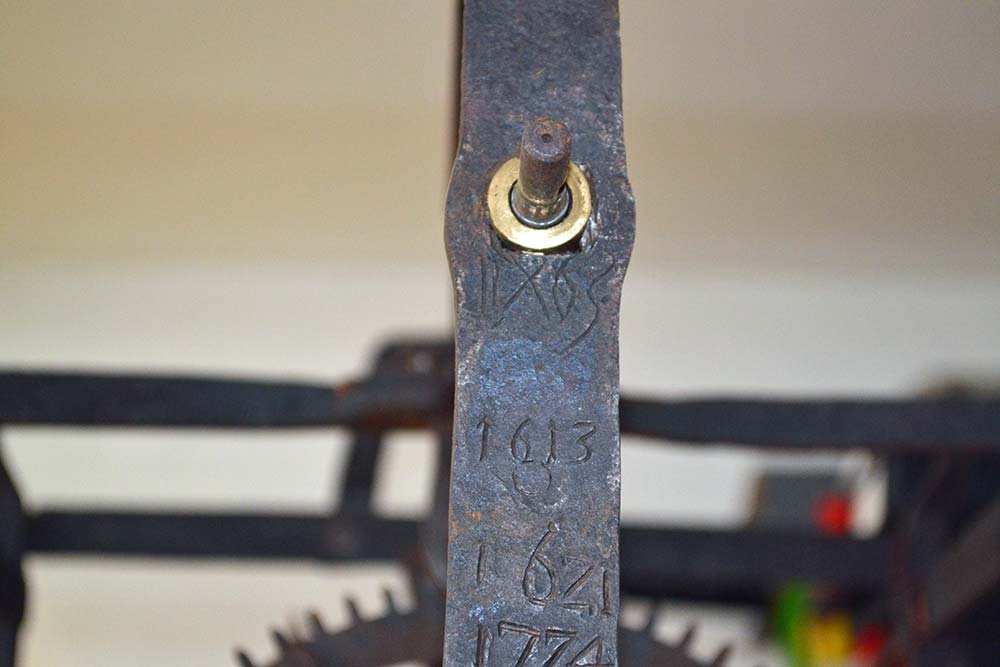
Gestell der Forchtenberger Uhr mit eingravierten Jahreszahlen

Im Gestell der Uhr wurden verschiedenste Jahreszahlen eingraviert, von denen die erste auf das Jahr 1463 hinweist. Die gotische 4 wurde durch den Einbau eines Bronze-Lagers oben leicht beschädigt. Die weiteren Jahreszahlen 1613, 1621, 1724, 1781, 1878 und 1901 weisen Reparaturdaten aus. Die Gravur der Jahreszahl 1463 wurde von verschiedenen Experten als authentisch bestätigt. Unklar ist jedoch, ob es sich dabei um das Fertigungsjahr handelt oder um den Zeitpunkt der ersten Reparatur.

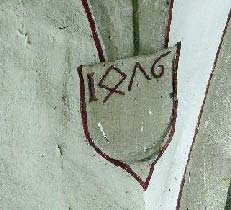
Jahreszahl zur Erbauung der Stadtkirche Pappenheim mit gleicher Schreibweise der Zahl Vier

Die Schreibweise der Zahl 1463 weist typische Merkmale der gotischen Schreibweise auf, die bis zum Ende des 15. Jahrhunderts angewandt wurde. Die Zahl vier ist im Vergleich zur heutigen Schreibweise um 45° nach vorne gebeugt und ähnelt deshalb einer Raute. Diese Schreibweise findet sich in vielen süddeutschen Kirchen aus dieser Zeit.

### Geschichte
Die Uhr ist bis in das Jahr 1606 in Forchtenberg nachweisbar. Damals war es die Aufgabe des Schulmeisters von Forchtenberg die Uhr zu warten und zu stellen.
Die Datierung der Erbauung auf spätestens 1463 weist darauf hin, dass die Uhr entweder in Nürnberg oder Straßburg konstruiert wurde. Diese beiden Städte waren im 14. und 15. Jahrhundert die namhaftesten Zentren für Turmuhrenbau nördlich der Alpen. Nach Forchtenberg kam die Turmuhr wohl erst zu einem späteren Zeitpunkt.
In Forchtenberg gab es bis 1600 nur zwei Tore. Das Obere Tor und das sogenannte Brunnentor.
1606 wurde die Uhr am Brunnentor, dem heutigen Backhaustor, das erste Mal in Gemeinderatsprotokollen erwähnt. 1713 wurde eine neue hölzerne Uhrentafel angebracht. Vor dem Brunnentor befand sich ein Torhaus, das auch auf dem Plan von 1831 noch vorhanden ist. Der Abriss des Brunnentors erfolgte um 1833. Das Torhaus wurde erst 1838 abgerissen. An der Stelle des Torhauses befindet sich heute das Forchtenberger Backhaus. Die Uhr und Teile des Turms wurde vor dem Abriss ausgebaut, eingelagert und anschließend in den neuen Turm eingebaut. Das Brunnentor wurde durch zwei steinerne Pfeiler ersetzt, die heute noch am Backhaus und an der gegenüberliegenden Mauer sichtbar sind.
Die letzte große Reparatur wurde 1878 vom Forchtenberger Uhrmacher G. Wagner durchgeführt, der sich ebenfalls mit einer Gravur auf dem Uhrengestell verewigt hat. Bis zu ihrem Ausbau 1976 wurde die Uhr nicht mehr grundlegend überarbeitet, weswegen sie bei ihrem Abbau nicht mehr funktionierte.

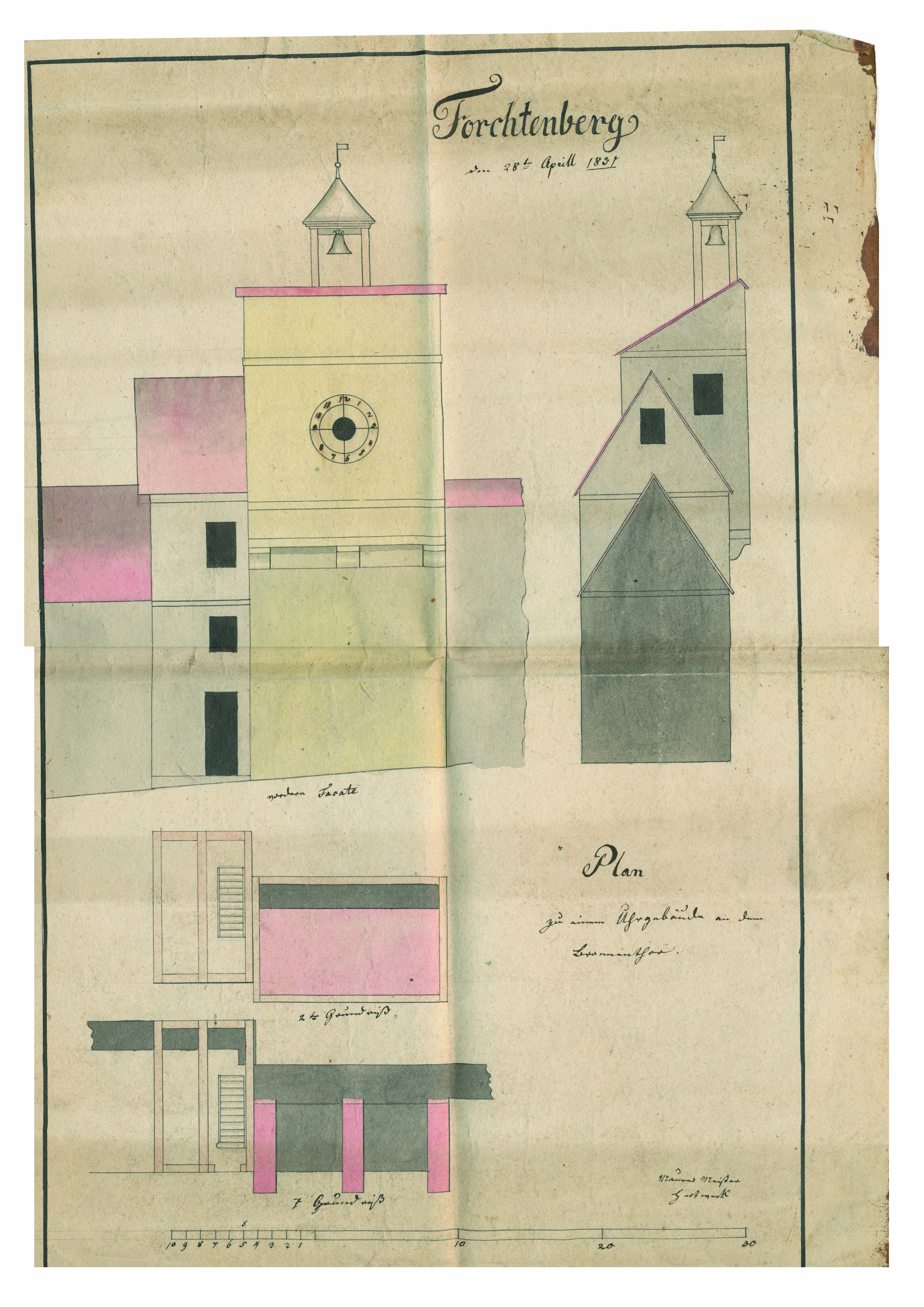
Plan des Backhaus Turm 1831 so wie er gebaut wurde

## Forschung und Präsentation

### Forschung
Um mehr über die Herkunft und die Geschichte der Forchtenberger Uhr in Erfahrung zu bringen, sollen in den kommenden Jahren detaillierte Nachforschungen durchgeführt werden. Es wurde 2016 eine umfangreiche Recherche zum Backhaus Forchtenberg und zur Turmuhr veröffentlicht.

### Präsentation

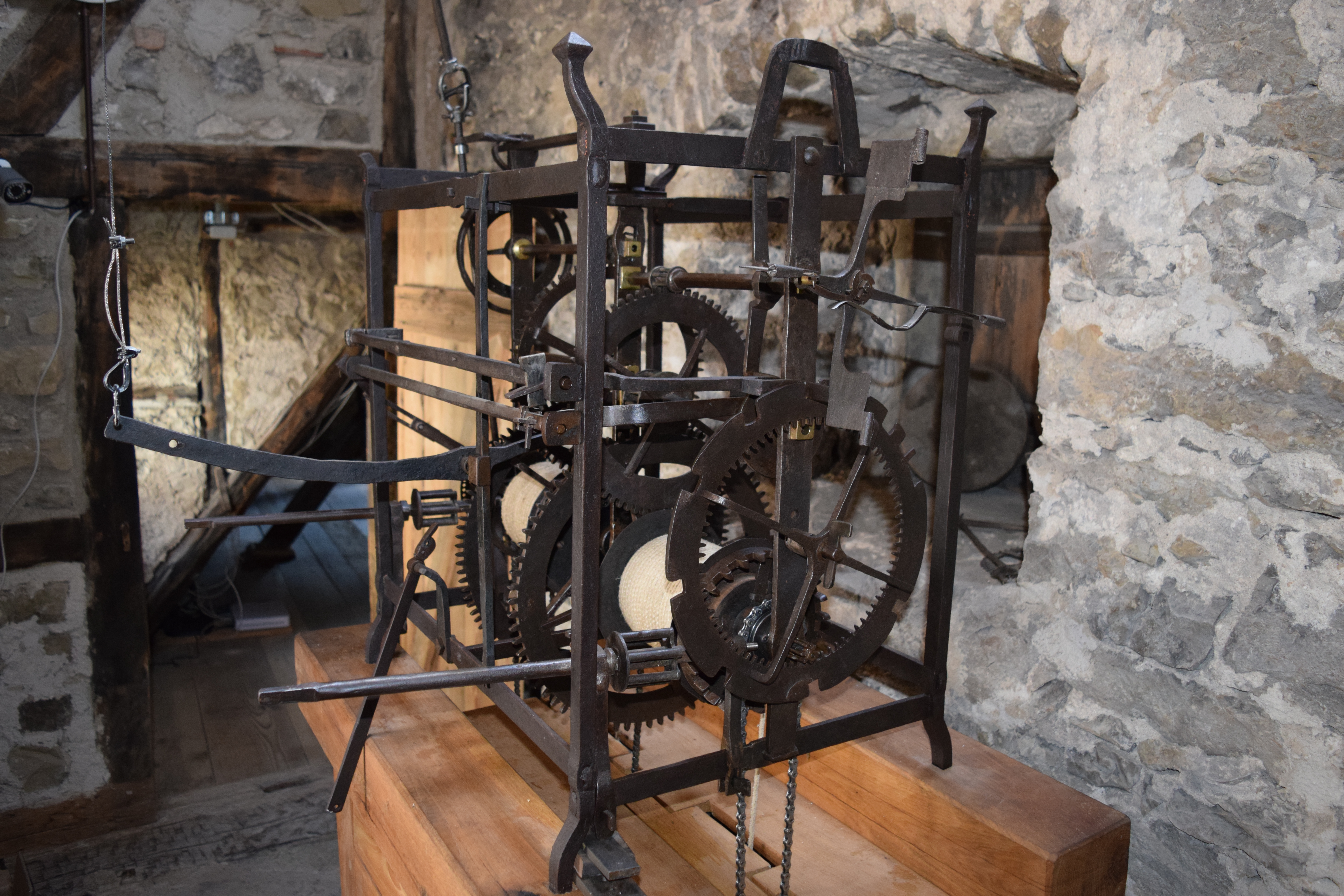
Eingebautes Uhrwerk

Die Uhr ist seit ihrer Restaurierung wieder an ihrer ursprünglichen Stelle im Backhaus eingebaut und ist der Öffentlichkeit zugänglich. Das Backhaus und die Turmuhr erhielten 2018 den Denkmalschutzpreis Baden-Württemberg des Schwäbischen Heimatbundes.